# Manuel Gomes Vieira
Manuel Gomes Vieira, primeiro e único barão de Pedra Negra (Taubaté, 1818 — 6 de outubro de 1902), foi latifundiário e nobre brasileiro, tenente-coronel da Guarda Nacional.
Era natural de Taubaté, filho de Inês Maria do Rosário (†23 de setembro de 1843) e de Luís Vieira da Silva (†15 de janeiro de 1844). Eram seus irmãos Ana Gomes de Araújo (†Caçapava, 12 de abril de 1890), o capitão Antônio Firmino Gomes de Araújo e Francisco Cândido Vieira (↑Taubaté, 25 de maio de 1890).
Casou-se com Mariana de Camargo, filha do capitão Francisco Gomes de Araújo e de Clara Delfina de Camargo (portanto, descendente do bandeirante Fernando de Camargo). O casal teve cinco filhos:
- Monsenhor Antônio Gomes Vieira, coadjutor da Catedral de Taubaté por cinquenta anos;
- Coronel Francisco Gomes Vieira, político de grande destaque em Taubaté, casado com sua sobrinha Maria Guimarães Vieira, filha de sua irmã Cândida;
- Manuel Gomes Vieira Filho, casado com Maria José Pereira da Silva, irmã do cônego João Pereira da Silva Barros;
- Cândida Gomes Vieira, casada com o comendador Luís José da Silva Guimarães;
- Clara Gomes Vieira, casada com o Dr. José Marcondes Rodovalho.

Também uma irmã de Mariana, Gertrudes, casou-se com Francisco Cândido, irmão de Manuel.
Ocupou os cargos de juiz de órfãos, vereador e presidente da Câmara, entre os anos de 1849 a 1890. Isto é, encontrava-se na presidência daquela casa legislativa quando da transição do regime monárquico para o republicano. Era membro do Partido Liberal.
Foi um dos mantenedores do Externato São José e provedor da Mesa Regedora da Irmandade de Misericórdia do Hospital Santa Isabel, de Taubaté.
Proprietário das fazendas: Fortaleza, Quilombo, Ermo, Santa Maria, Pedra Negra (a qual seu título se refere), Boa Esperança e Independência.
Agraciado barão em 20 de agosto de 1889.
Faleceu viúvo aos 84 anos de idade e seu corpo foi sepultado no Cemitério da Venerável Ordem Terceira de Taubaté.